# Вінічіо Верца
Вінічіо Верца (італ. Vinicio Verza, нар. 1 листопада 1957, Боара-Пізані) — італійський футболіст, що грав на позиції півзахисника, зокрема за «Ювентус» та «Мілан».

## Клубна кар'єра
Народився 1 листопада 1957 року в Боара-Пізані. Вихованець юнацьких команд «Ювентуса».
У дорослому футболі дебютував 1976 року виступами за команду «Віченца», в якій провів один сезон, взявши участь у 22 матчах чемпіонату, після чого повернувся до рідного «Ювентуса». Відіграв за «стару сеньйору» чотири сезони своєї ігрової кар'єри. За цей час двічі виборював титул чемпіона Італії і одного разу ставав володарем Кубка Італії.
Згодом протягом 1980-х грав за «Чезену», «Мілан», «Верону» та «Комо».
Завершував ігрову кар'єру у команді «Тревізо», за яку виступав протягом 1991—1992 років.

## Виступи за збірну
Залучався до складу молодіжної збірної Італії. На молодіжному рівні зіграв у 5 офіційних матчах, забив 1 гол.

## Титули і досягнення
- Чемпіон Італії (2):

«Ювентус»: 1977-1978, 1980-1981
- Володар Кубка Італії (1):

«Ювентус»: 1978-1979